# شان تن
شان تن (انگلیسی: Shaun Tan؛ زادهٔ ۱۹۷۴) نویسنده، تصویرگر، و کارگردان فیلم اهل استرالیا است.
وی همچنین برندهٔ جوایزی همچون جایزه آسترید لیندگرن، جایزه اسکار بهترین پویانمایی کوتاه و جایزه دیتمار شده‌است.